# T3UA-3-ЗП
T3UA-3-ЗП, а також Т3-КВП — односторонній односекційній частково низькопідлоговий, пристосований для проїзду осіб з обмеженими можливостями, економічний у використанні електроенергії, чотиривісний трамвайний вагон, що виготовляється на запорізькому комунальному підприємстві «Запоріжелектротранс». Запоріжжя — третє місто в Україні, де здійснюється виробництво власних трамваїв. Такий досвід вже є у Києві та Одесі. Всього ж підприємство «Запоріжелектротранс» отримало ліцензію на збирання 50 трамваїв під маркою T3UA-3-ЗП та Т3-КВП.

## Історія
2016 року, вивчивши можливості виробничої бази КП «Запоріжелектротранс», міський голова Володимир Буряк переконався в тому, що підприємство має необхідне обладнання і фахівців для виконання капітальних ремонтів трамваїв як для Запоріжжя, так і для інших міст. При цьому одразу ж виникла ідея організувати на базі підприємства збірку трамваїв, закуповуючи необхідні комплектуючі. До цього ситуація з рухомим складом міського трамвайного парку була не з найкращих — вагони, які експлуатуються більш ніж 20 років вимагали заміни або ремонту. Проблема стала поступово вирішуватися. Відтепер запоріжці мають можливість добиратися на роботу та по своїх справах в комфортному, сучасному транспорті. Трамваї збираються на виробничій базі КП «Запоріжелектротранс», що в декілька разів дешевше обходяться бюджету міста, ніж їх купівля в інших містах України.
Кузов для нового запорізького вагона є прототипом чехословацького трамвайного вагону Tatra T3. У жовтні 2016 року розпочаті роботи з проведення капітальних ремонтів трамвайних вагонів із заміною кузовів на базі КП «Запоріжелектротранс».
У січні 2017 року оголошений тендер на поставку низькопольних трамвайних корпусів. 27 лютого 2017 року в системі Prozorro був оголошений переможець торгів — компанія «Політехносервіс». У березні 2017 року з компанією «Політехносервіс» укладено договір на постачання кузовів вартістю 4,3 млн кожний.
31 березня 2017 року на підприємство надійшов перший з чотирьох кузовів від компанії «Політехносервіс», яка виготовляє корпуси трамвайних вагонів за чеською ліцензією. Вони аналогічні за компонуванням чеським трамваям Т3R.P.LF, які є базовою «модернізацією по документам» для старих трамваїв Tatra T3 і нових вагонів VarioLF. Виробничі потужності знаходяться на Калуському заводі будівельних машин. Комплектуючі деталі виготовляють фахівці підприємства «Запоріжелектротранс», а кузов та скління задньої і передньої маски вагонів — Калуський завод будівельних машин. Виготовлення нового вагона обходиться підприємству близько 6 млн грн.
30 травня 2017 року відбулася презентація керівництву міста та розпочалися випробування першого трамвая T3UA-3-ЗП. 18 липня 2017 року ДП «НДКТІ МТ» за результатами випробувань здійснено висновок про прийняття до подальшої експлуатації. З досвіду складання першого трамвая в ньому були зроблені деякі поліпшення. Пандус для людей з обмеженими можливостями зроблений більш легким, щоб полегшити роботу водієві. Удосконалено фарбування елементів всередині кузова, посилені заходи протипожежної безпеки
Також для освітлення салону в вагоні використовуються не звичайні лампи розжарювання, а світлодіодні, більш економічні і яскраві. У запорізького трамвая визнаний найкращий дизайн з використанням для прикраси вагонів українського національного орнаменту..
27 липня 2017 року перший трамвай T3UA-3-ЗП (№ 716) вийшов на лінію.
2018 року придбано 5 кузовів трамвайних вагонів для подальшого збирання на потужностях КП «Запоріжелектротранс».
28 лютого 2018 року відбулася презентація п'ятого трамвайного вагона № 773.
25 лютого 2019 року, на під'їзді до зупинки «Майдан Пушкіна», трамвай T3UA-3-ЗП (№ 716) на швидкості врізався в бетонний стовп. Вагон отримав серйозні пошкодження, відновив роботу на маршрутах міста у серпні 2019 року.
6 грудня 2019 року на лінію вийшли 9-й та 10-й трамваї (№ 363, 388), зібрані в Запоріжжі на базі депо КП «Запоріжелектротранс» у межах реалізації програми міського голови Володимира Буряка «Запорізький трамвай».
10 лютого 2020 року, після оголошенного тендеру на закупівлю 4 корпусів за 23,92 млн ₴ 26 грудня 2019 року, перемогла в ньому компанія «Політехносервіс» за 23,88 млн ₴. Заплановано, що наприкінці 2020 року будуть виготовлені 4 запорізьких трамваї з оновленим дизайном, які будуть схожі на дизайн трамваїв Одеси моделі Т3 КВП-ОД «Одіссей». Єдине чим будуть відрізнятися це схемою забарвлення.
4 серпня 2020 року завершено збирання першого у 2020 році трамвая запорізького виробництва Т3-КВП (№ 369) з оновленим дизайном.
5 жовтня 2020 року розпочалися випробування другого трамваю Т3-КВП (№ 550), який став 12-м трамваєм, зібраний на базі комунального підприємства «Запоріжелектротранс».
10 листопада 2020 року в Запоріжжі розпочалися випробування вже третього запорізького трамвая, зібраного на базі КП «Запоріжелектротранс», який став 13-м трамваєм запорізького виробництва. 29 грудня 2020 року на випробування вийшов четвертий трамвай Т3-КВП (№ 806), зібраний на підприємстві «Запоріжелектротранс», а загалом 14-м трамваєм. З  4 січня 2021 року розпочав роботу на маршрутах міста. Отже, програму «Запорізький трамвай-2020» виконано в повному обсязі.
У 2021 році реалізація програми «Запорізький трамвай» тривала, завдання якої — повністю завершити оновлення рухомого складу трамваїв, які виходять на лінії в місті Запоріжжя, проте лише два трамвайних вагона Т3-КВП вийшли на маршрути у 2021 році (№ 806 та № 390).

## Експлуатація
З 27 липня 2017 року виготовлено 15 трамвайних вагонів T-3UA-3-ЗП та Т3-КВП запорізького виробництва.
| Країна  | Місто     | №  | Тип моделі | Фото | Дата введення в експлуатацію | Бортовий номер | Примітки             |
| ------- | --------- | -- | ---------- | ---- | ---------------------------- | -------------- | -------------------- |
| Україна | Запоріжжя | 1  | T3UA-3-ЗП  |      | 27 липня 2017                | 716            | [ 17 ] [ 18 ]        |
| Україна | Запоріжжя | 2  | T3UA-3-ЗП  |      | 31 жовтня 2017               | 774            | [ 19 ] [ 20 ]        |
| Україна | Запоріжжя | 3  | T3UA-3-ЗП  |      | 15 грудня 2017               | 768            | [ 21 ] [ 22 ]        |
| Україна | Запоріжжя | 4  | T3UA-3-ЗП  |      | 29 грудня 2017               | 797            | [ 23 ] [ 24 ]        |
| Україна | Запоріжжя | 5  | T3UA-3-ЗП  |      | 1 лютого 2019                | 773            | [ 25 ] [ 26 ]        |
| Україна | Запоріжжя | 6  | T-3UA-3-ЗП |      | 5 березня 2019               | 383            | [ 27 ] [ 28 ]        |
| Україна | Запоріжжя | 7  | T3UA-3-ЗП  |      | 8 травня 2019                | 576            | [ 29 ] [ 30 ] [ 31 ] |
| Україна | Запоріжжя | 8  | T3UA-3-ЗП  |      | 25 червня 2019               | 562            | [ 32 ] [ 33 ]        |
| Україна | Запоріжжя | 9  | T3UA-3-ЗП  |      | 6 грудня 2019                | 363            | [ 34 ]               |
| Україна | Запоріжжя | 10 | T3UA-3-ЗП  |      | 6 грудня 2019                | 388            | [ 35 ]               |
| Україна | Запоріжжя | 11 | Т3-КВП     |      | 4 серпня 2020                | 369            | [ 36 ]               |
| Україна | Запоріжжя | 12 | Т3-КВП     |      | 5 жовтня 2020                | 550            | [ 37 ]               |
| Україна | Запоріжжя | 13 | Т3-КВП     |      | 10 листопада 2020            | 783            | [ 38 ]               |
| Україна | Запоріжжя | 14 | Т3-КВП     |      | 4 січня 2021                 | 806            | [ 39 ]               |
| Україна | Запоріжжя | 15 | Т3-КВП     |      | 11 грудня 2021               | 390            | [ 40 ] [ 41 ]        |